# Зураб Гігашвілі
Зураб Гігашвілі (груз. ზურაბ გიგაშვილი; нар. 20 листопада 2001, Тбілісі, Грузія) — грузинський та російський футболіст, захисник.

## Життєпис
З квітня по серпень 2014 року — в клубі «Чаййолуспор» (Анкара, Туреччина). Наступні чотири роки провів у юнацьких командах «Анкарагюджю». У липні 2019 покинув Туреччину. У лютому 2020 року перейшов в російський «Армавір», але в матчах не брав участі. 28 вересня підписав контракт з «Тамбовом». 5 грудня в гостьовому матчі проти «Спартака» (1:5) дебютував у чемпіонаті Росії.
На початку вересня 2021 року перейшов у «Кривбас». У футболці криворізького клубу не зіграв жодного офіційного поєдинку й 16 грудня 2021 року вільним агентом залишив команду.